# パロ・アルト戦場国立史跡
パロ・アルト戦場国立史跡(Palo Alto Battlefield National Historic Site)はテキサス州ブラウンズヴィル近郊に所在し、1846年5月8日のパロ・アルトの戦いの戦場を保存している。それは米墨戦争に突入した境界紛争地での最初の主要な紛争だった。ここでのアメリカ陸軍の勝利は、メキシコへの侵略を可能にした。史跡は、アメリカ合衆国とメキシコの両方の視点から、戦闘、戦争、その原因と結果を描いている。
国立公園局は公園のために、パロ・アルトの戦いの間メキシコ軍が陣取った、300エーカー(1.2 km²)の南部の核となった戦場のエリアを含む、認可された土地の3分の1あまりを取得した。
個人の土地所有者はまだ戦場の2,000エーカー(8 km²)を所有している。メスキートの木(w:Honey Mesquite)が風景に出没して、文化的な景観を変え、公園の天然資源と文化資源を脅かしている。

## 外部リンク

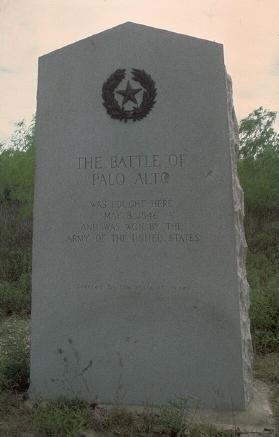
パロ・アルト戦場記念碑